# Villefranche-le-Château
 Villefranche-le-Château  es una población y comuna francesa, en la región de Ródano-Alpes, departamento de Drôme, en el distrito de Nyons y cantón de Séderon.

## Demografía
| 21 | 25 | 22 | 15 | 20 | 21 |
| Para los censos de 1962 a 1999 la población legal corresponde a la población sin duplicidades (Fuente: INSEE [Consultar]) |    |    |    |    |    |